# Courgevaux
Courgevaux (appelée Gurwolf en allemand ; Kordzevou  ou Kordzevô en patois fribourgeois) est une localité et une commune suisse du canton de Fribourg, située dans le district du Lac.

## Géographie
Courgevaux, dont l'altitude moyenne est de 475 mètres, est une commune francophone se situant à 2,5 kilomètres au sud-ouest de Morat, le chef lieu du district du Lac. La commune s'étend dans une large cuvette que traverse le ruisseau du Moulin et est délimitée au sud par une colline boisée, le Boulary.
Courgevaux mesure 336 ha. 15,8 % de cette superficie correspond à des surfaces d'habitat ou d'infrastructure, 57,5 % à des surfaces agricoles, 26,1 % à des surfaces boisées et 0,6 % à des surfaces improductives.
Courgevaux est limitrophe de Courtepin, Meyriez, Morat ainsi que Faoug dans le canton de Vaud et Clavaleyres et Villars-les-Moines dans le canton de Berne.

## Démographie
Courgevaux compte 1 394 habitants en 2022. Sa densité de population atteint 415 hab./km2.
Le graphique suivant résume l'évolution de la population de Courgevaux entre 1850 et 2008 :

## Langues
Vers 1980, Courgevaux était encore francophone, avec environ 52 % de francophones. Puis, avec l'arrivée massive de Bernois, cette commune a changé de « région linguistique » : En 2000, une petite majorité de la population parlait l'allemand, la langue française arrivant en second.

## Galerie

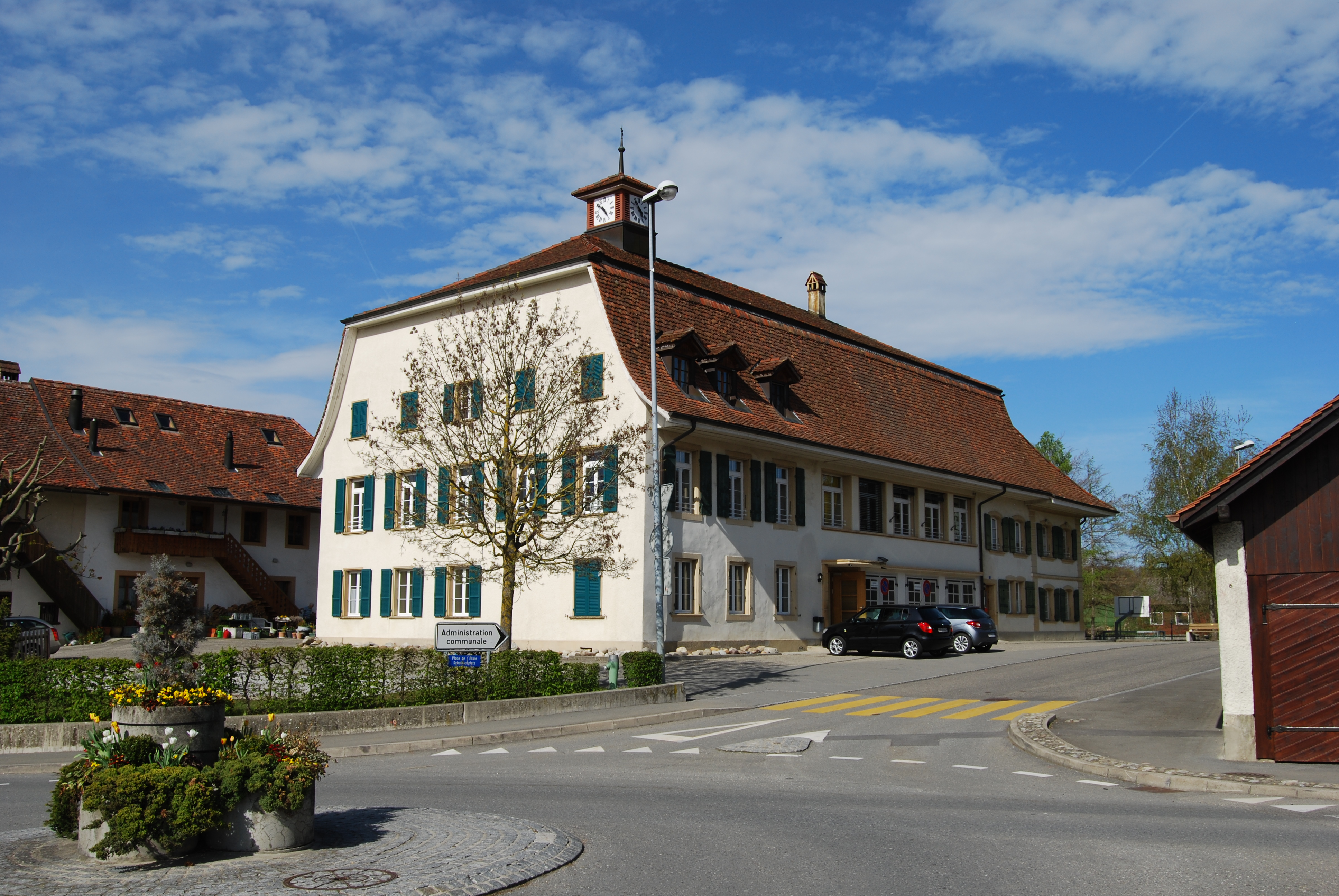
Administration communale de Courgevaux
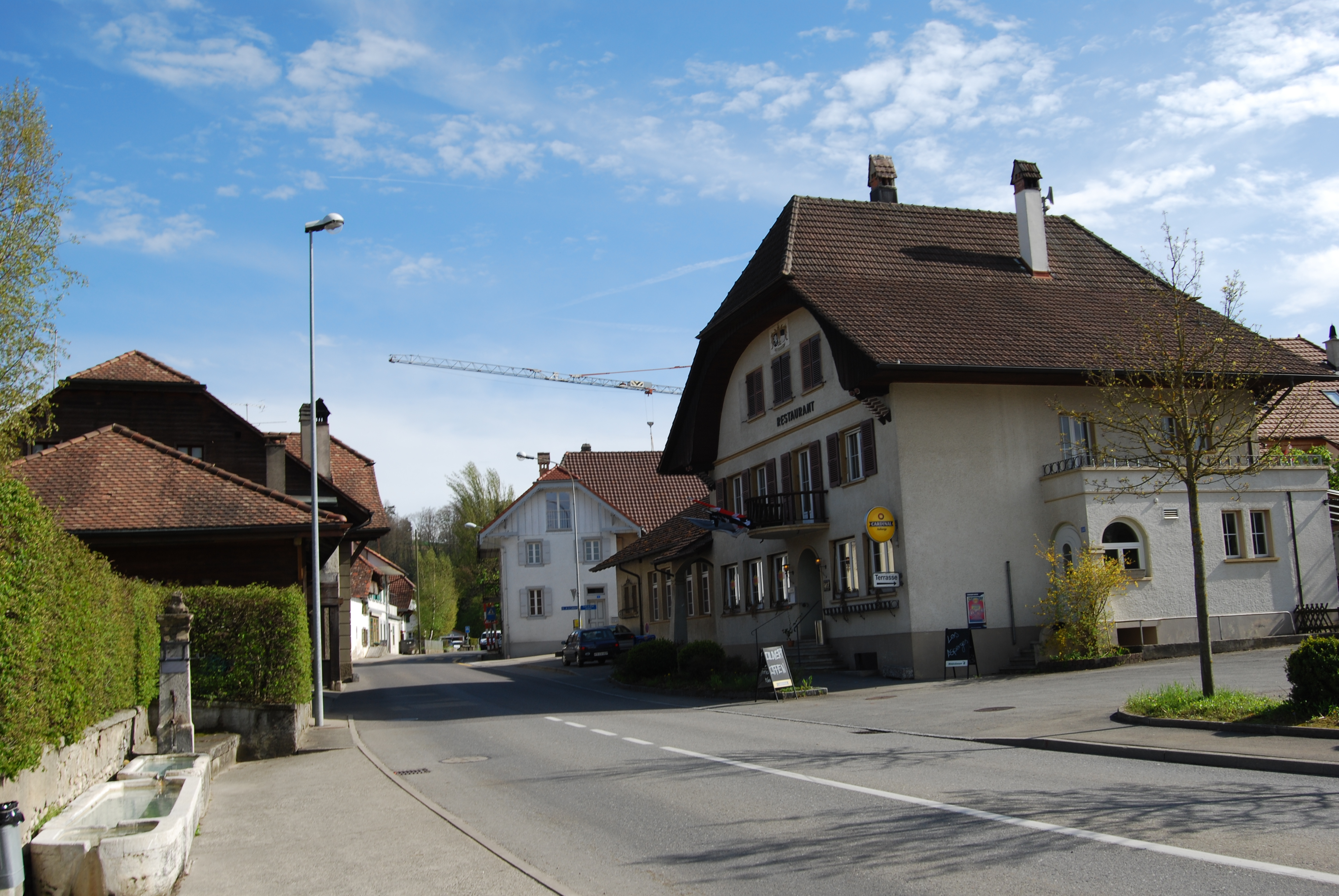
Rue du village
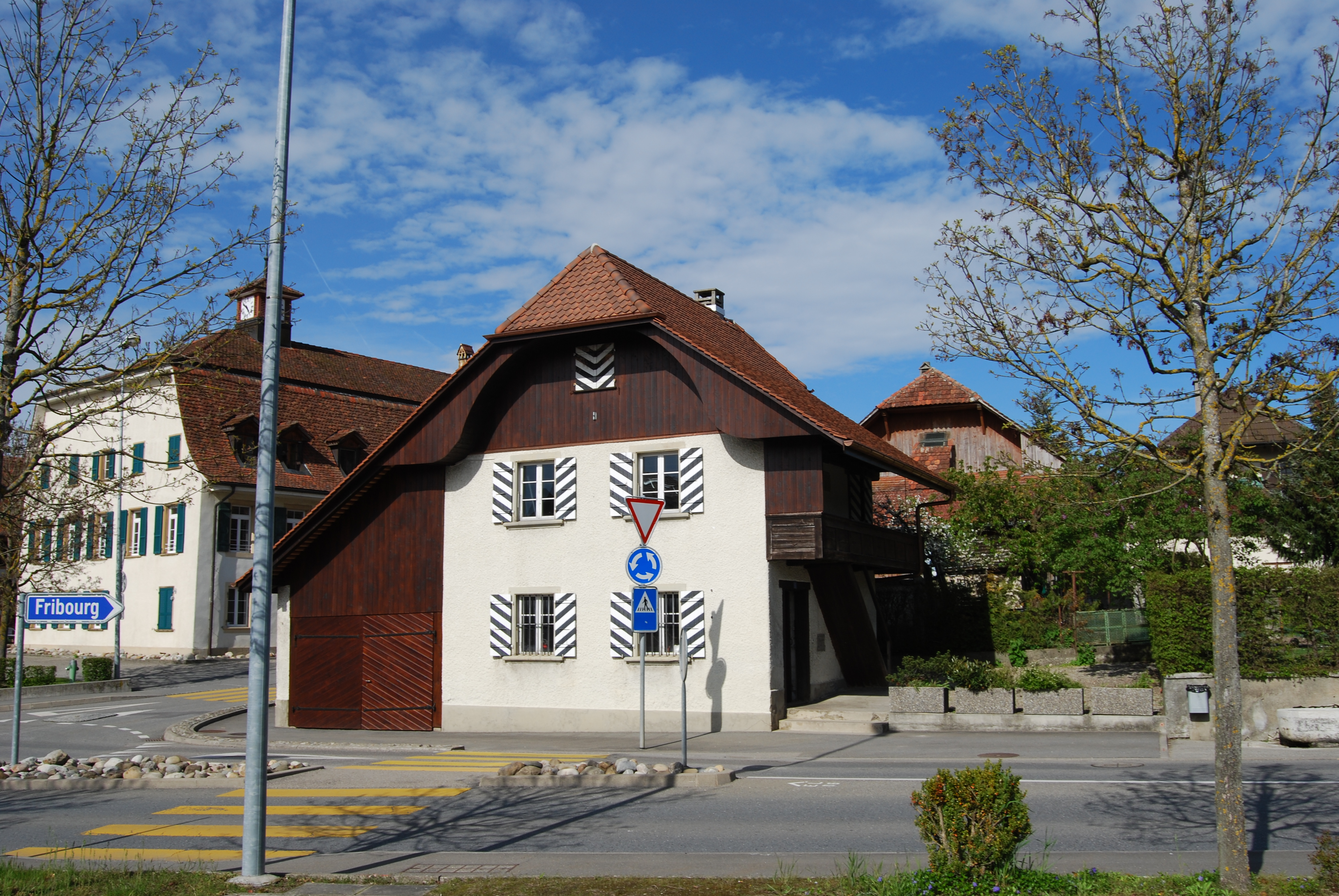
Centre du village

## Liens
- (de) Site officiel
- Ressource relative au spectacle :   - Archives suisses des arts de la scène
- Notice dans un dictionnaire ou une encyclopédie généraliste :   - Dictionnaire historique de la Suisse
- Notices d'autorité :   - VIAF
  - Tchéquie